# Dødbringende våben 4
Dødbringende våben 4 er den fjerde af en serie af amerikanske film, der blev udgivet hhv. 1987, 1989, 1992 og 1998, alle med Mel Gibson og Danny Glover som et umage par betjente i Los Angeles, Californien.

## Medvirkende
- Mel Gibson – Martin Riggs
- Danny Glover – Roger Murtaugh
- Joe Pesci – Leo Getz
- Rene Russo – Lorna Cole
- Chris Rock – Lee Butters
- Jet Li – Wah Sing Ku
- Kim Chan – Farbror Benny
- Traci Wolfe – Rianne Murtaugh